# Rondo 1
Rondo 1 (від пол. Кільце) — хмарочос в Варшаві, Польща. Висота 40-поверхового хмарочосу становить 159 метрів, а разом з антеною —192 метри. Будівлю спроектовано архітектурним бюро «Skidmore, Owings and Merrill» у в співпраці з варшавським бюро «AZO». Будівництво було розпочато навесні 2003 року, 7 березня 2006 року Rondo 1 було офіційно відкрито.
Площа будинку становить 70 000 м², в ньому розташовані офіси. На перших поверхах розташовуються: супермаркет Carrefour Express, квітковий магазин, винний бар, зал прес-кафе, хімчистка, суші-бар, салон краси та кіоск ЮНІСЕФ.